# Sylvain Vallée
Sylvain Vallée   (Sannois, 28 de juny de 1972) és un dibuixant i guionista de còmic francès.

## Biographie
Diplomat en «Arts graphiques et bande dessinée» a l'Institut Saint-Luc de Brussel·les, treballa com a il·lustrador independent en publicitat i dibuixant de premsa. Publica en 1997 el seu primer àlbum, L'Écrin, publicat per l'editorial Le Cycliste, una bande dessinée policíaca amb tocs d'humor negre de la que també fa el guió. Posteriorment aconseguiria un gran èxit gràcies a les il·lustracions basades en pel·lícules famoses (Les Tontons Flingueurs, Un taxi cap a Tobrouk, La Traversée de Paris) que serien comercialitzades en forma de cartells.
Poc després coneixeria a Jean-Charles Kraehn, que li proposaria compartir la sère Gil Saint-André, per a l'editorial Glénat. Sylvain entra com a dibuixant al tercer número, realitzant-ne un total de sis.
En 2006, Fabien Nury li proposa de realitzar conjuntament la sèrie Il était une fois en France, que relatava la vida de Joseph Joanovici. Esta sèrie, de sis volums i publicada també per Glénat, seria un gran èxit de vendes, amb centenars de milers d'exemplars venuts.
En 2014, realitza un XIII Mystery, album spin-off de la sèrie XIII, tractant del personatge de Betty Barnowsky, sobre guió de Joël Callède, publicat per Dargaud.